# Annúminas
Annúminas, que significa «Torre del Oeste» en sindarin, es un lugar ficticio que pertenece al legendarium creado por el escritor británico J. R. R. Tolkien y cuya breve historia es narrada en los apéndices de la novela El Señor de los Anillos y en El Silmarillion.

## Ubicación
Annúminas está ubicada al norte de Eriador, a orillas de lago Nenuial y rodeada por las colinas de Evendim. 

## Historia ficticia
Fue fundada por el mismo Elendil y era la capital del reino de Arnor. Tras la muerte de Elendil el gobierno de la ciudad pasa a manos de su hijo Isildur y, sucesivamente, a la de los ocho reyes de Arnor: Valandil, Eldacar, Arantar, Tarcil, Tarondor, Valandur, Elendur y Eärendur. Durante el reinado de estos monarcas, época de esplendor de la ciudad, esta custodia  los tesoros heredados de Númenor, como los fragmentos de Narsil, la Piedra de Annúminas, el Elendilmir, el Anillo de Barahir y el Cetro de Annúminas, símbolo del poder real. 
Tras la división de Arnor, la ciudad cae en el olvido a partir del año 810 de la Tercera Edad hasta que finalmente es abandonada, y los objetos que eran la heredad de la casa de Elendil pasan a Fornost, la nueva capital de Arthedain, junto con los reyes de dicho linaje. Durante el reinado de Elessar, Annúminas fue restaurada y se convirtió de nuevo en hogar del rey en el Reino del Norte.